# Сельское поселение Новый Буян
Сельское поселение Новый Буян — муниципальное образование в Красноярском районе Самарской области.
Административный центр — село Новый Буян.

## Административное устройство
В состав сельского поселения Новый Буян входят:
- село Михайловка,
- село Новый Буян,
- посёлок Горьковский,
- посёлок Дубовая Роща,
- посёлок Рига,
- деревня Николаевка,
- деревня Новоурайкино,
- деревня Сергеевка.

## Население
| Численность населения | Численность населения | Численность населения | Численность населения | Численность населения | Численность населения |
| --------------------- | --------------------- | --------------------- | --------------------- | --------------------- | --------------------- |
| 2010                  | 2015                  | 2016                  | 2017                  | 2018                  | 2019                  |
| 3633                  | ↘3408                 | ↗3410                 | ↗3499                 | ↗3515                 | ↘3475                 |